# ام‌وی کویین‌سام
ام‌وی کویین‌سام (به انگلیسی: MV Quinsam) یک کشتی است که طول آن ۸۶٫۸۵ متر (۲۸۴٫۹ فوت) می‌باشد. این کشتی در سال ۱۹۸۲ ساخته شد.